# Кульчий Олександр Миколайович
Олександр Миколайович Кульчий (біл. Аляксандр Мікалаевіч Кульчы, нар. 1 листопада 1973, Мінськ, СРСР) — білоруський футболіст, що грав на позиції півзахисника. По завершенні ігрової кар'єри — тренер. Наразі входить до тренерського штабу збірної Білорусі. Є рекордсменом за кількістю ігор, проведених за збірну.

## Клубна кар'єра
У дорослому футболі дебютував 1991 року виступами за команду клубу «Гомель» в останньому розіграші радянської футбольної першості.
Згодом з 1992 по 1996 рік грав у новоствореному чемпіонаті Білорусі за «Фандок» та «Полісся» (Мозир) (з 1994 змінив назву на МПКС).
Своєю грою за останню команду привернув увагу представників тренерського штабу клубу «Динамо» (Москва), до складу якого приєднався 1997 року. Відіграв за московських динамівців наступні два сезони своєї ігрової кар'єри. Більшість часу, проведеного у складі московського «Динамо», був основним гравцем команди.
Протягом 2000—2012 років продовжував грати в Росії, де захищав кольори клубів «Шинник», «Том», «Ростов», «Краснодар» та «Сибір».
Завершив професійну ігрову кар'єру у казахстанському клубі «Іртиш», за команду якого виступав 2013 року.

## Виступи за збірну
1994 року дебютував в офіційних матчах у складі національної збірної Білорусі. Протягом кар'єри у національній команді, яка тривала 19 років, провів у формі головної команди країни 101 матч, що є рекордом білоруської збірної, в яких забив 5 голів.

### Голи за збірну
| # | Дата              | Стадіон                                  | Суперник    | Гол | Результат | Змагання                |
| - | ----------------- | ---------------------------------------- | ----------- | --- | --------- | ----------------------- |
| 1 | 27 травня 1996    | Міський стадіон, Молодечно, Білорусь     | Азербайджан | 2–1 | 2–2       | товариський             |
| 2 | 31 липня 1996     | Динамо, Мінськ, Білорусь                 | Литва       | 1–1 | 2–2       | товариський             |
| 3 | 21 серпня 2002    | Сконто, Рига, Латвія                     | Латвія      | 2–2 | 4–2       | товариський             |
| 4 | 22 листопада 2004 | Мохаммед Бін Заєд Стедіум, Абу-Дабі, ОАЕ | ОАЕ         | 3–2 | 3–2       | товариський             |
| 5 | 30 березня 2005   | Арена Петрол, Цельє, Словенія            | Словенія    | 1–1 | 1–1       | Кваліфікація до ЧС-2006 |

## Кар'єра тренера
Розпочав тренерську кар'єру невдовзі по завершенні кар'єри гравця, 2014 року, увійшовши на два роки до тренерського штабу збірної Білорусі.
Згодом тренував «Гомель», у тому числі протягом частини 2019 року як виконувач обов'язків головного іренера.
2020 року приєднався до структури московського «Динамо», де очолив молодіжну команду клубу. Восени того ж року протягом двох турів чемпіонату виконував обов'язки головного тренера основної команди.

## Титули і досягнення
- Чемпіон Білорусі (1):

МПКЦ: 1996
- Володар Кубка Білорусі (1):

МПКЦ: 1995-96